# Damyan
Damyan (en macédonien Дамјан) est un village du sud-est de la Macédoine du Nord, situé dans la municipalité de Radovich. Le village comptait 311 habitants en 2002.

## Démographie
Lors du recensement de 2002, le village comptait :
- Macédoniens : 304
- Valaques : 6
- Autres : 1